# Ekalumiut
Ekalumniut ou Dronning Marie Dal Ekaluvarsuit et Eqalugaarsuit Tasersueest,, un fjord de l'est du Groenland qui se termine dans l'océan Atlantique à une latitude correspondant au Sud de l'Islande.

## Histoire
C'est à Ekalumniut que devait être établi par Thomas William Tayler en 1863 une station commanditée par Antony Gibbs & Sons. Parti le 21 août 1863 de Gravesend, Tayler est bloqué par les glaces et renonce en septembre à les franchir. Une deuxième expédition en 1864, toujours commandée par Tayler, sur un navire construit tout-exprès, le Erik à Dundee, partie de Reykjavík en Islande, renonce également.
Le lieu est bordé par les roches de Marie Dal dangereuses pour la navigation. 
A Ekalumniut ont été découverts à la fin du XIXe siècle des vestiges d'habitations scandinaves. 